# Instruction interministérielle en France
Une instruction interministérielle est, en France, une instruction interministérielle, c'est-à-dire un texte réglementaire relatif à plusieurs ministères, émis par un organisme interministériel.

## Exemples
- II 50 : protection du secret entre la France et les États étrangers.
- II N°300 du 20 juin 1997, émise par le SGDN/TTS/SSI/DR sur la protection contre les signaux compromettants
- IGI 900 : sécurité des systèmes d'information qui font l'objet d'une classification de défense pour eux-mêmes ou pour les informations traitées.
- II N°910 du 19 décembre 1994, émise par la DISSI/SCSSI et le SGDN/SSD sur les articles contrôlés de la sécurité des systèmes d'information
- II 920 du 12 janvier 2005, émise par le SGDN/DCSSI relative aux systèmes traitant des informations classifiées de défense de niveau Confidentiel Défense.
- IGI 1300 du 13 novembre 2020, émise par le SGDN/PSE/SSD : portant sur la protection du secret de la défense nationale. Cette version est applicable depuis le 1er juillet 2021 et remplace la précédente version en date du 30 novembre 2011.
- II 2000 : protection du secret pour la protection des marchés et autres contrats.